# Canthidium pseudopuncticolle
Canthidium pseudopuncticolle är en skalbaggsart som beskrevs av M. Alma Solis och Kohlmann 2004. Canthidium pseudopuncticolle ingår i släktet Canthidium och familjen bladhorningar. Inga underarter finns listade.